# Музей Родена (Філадельфія)
Музе́й Роде́на (англ. Rodin Museum) — художній музей у місті Філадельфія, штат Пенсільванія, США, містить другу за кількістю після музею в Парижі колекцію робіт скульптора Огюста Родена.

## Історія
Колекція була зібрана в 1923–26 роках кіно- і театральним магнатом Жюлем Мастбаумом (1872–1926) спеціально як дарунок місту Філадельфія. Всього за 3 роки Мастбаум зібрав найбільшу поза Парижем колекцію робіт Родена. Вона включає бронзове лиття, гіпсові заготівки, друк, малюнки і книги. У 1926 році він замовив французьким архітекторам Полю Кре і Жаку Греберу будинок музею і сад біля нього. Музей відкрився в 1929 році, вже після смерті замовника. Управління справами здійснює Музей мистецтв Філадельфії.

## Колекція
Колекція музею включає 133 роботи скульптора. Копія найвідомішої роботи Родена, «Мислителя» (1880-1882), зустрічає відвідувачів біля входу до музею. Спочатку планувалося, що це буде одна із ста фігур для 550-сантиметрових «Воріт пекла». Роден працював над цим проектом для Музею декоративного мистецтва з 1880 року і до самої своєї смерті.
У музеї також представлено повторення інших уславлених робіт Родена — таких, як «Поцілунок» (1886), « Вічна весна » (1884), «Бронзова доба» (1875-1876) і «Громадяни Кале».

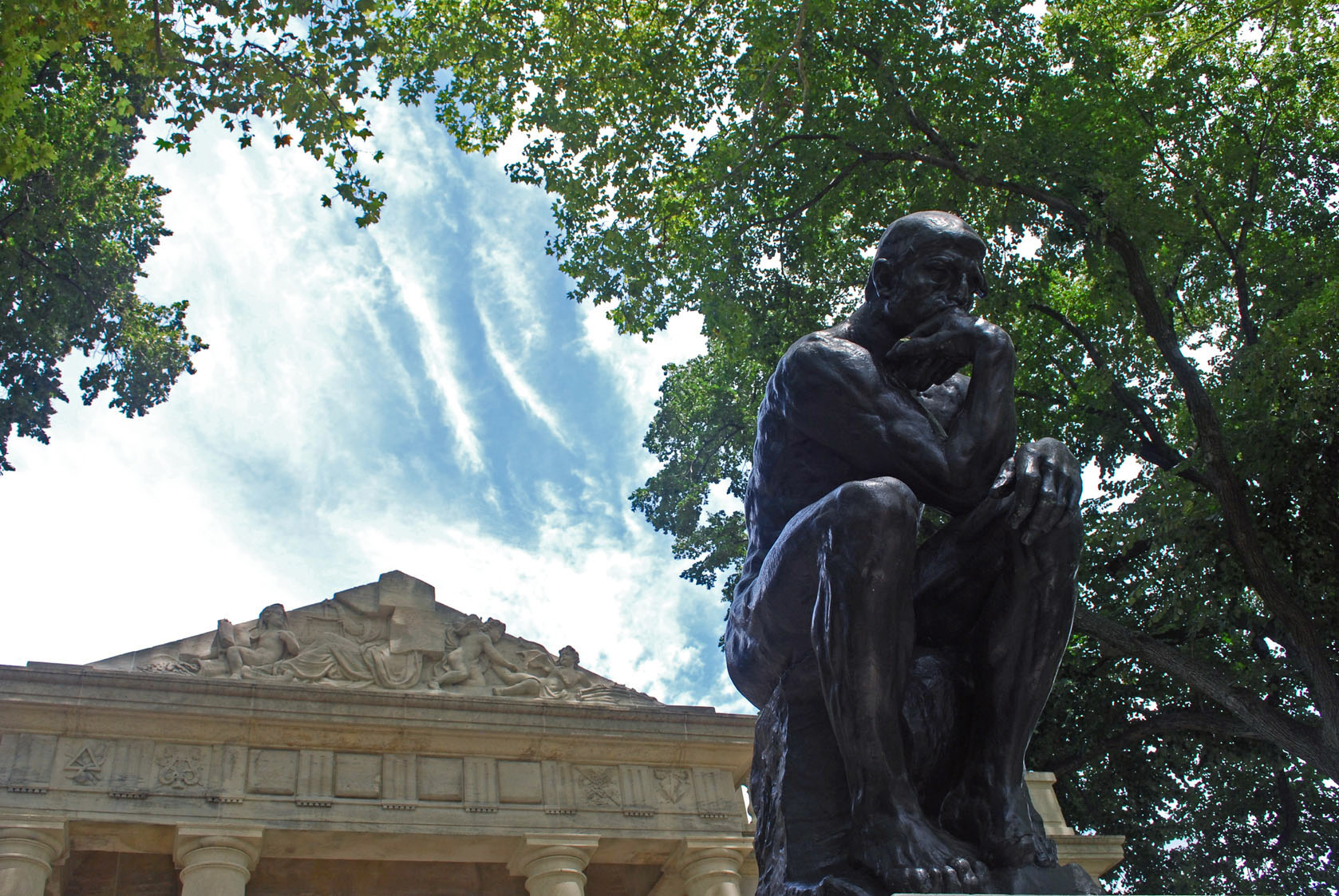
«Мислитель»
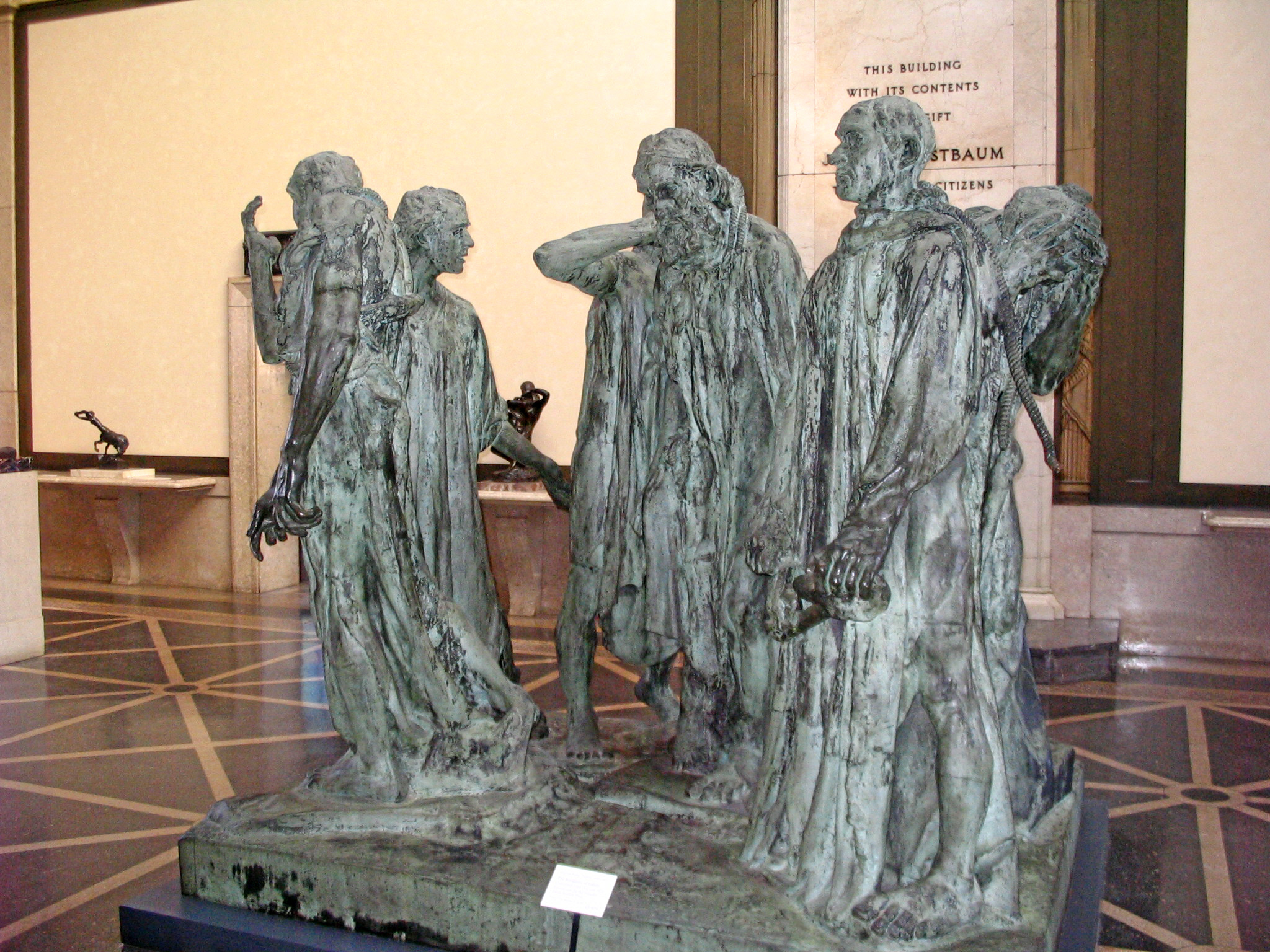
«Громадяни Кале»
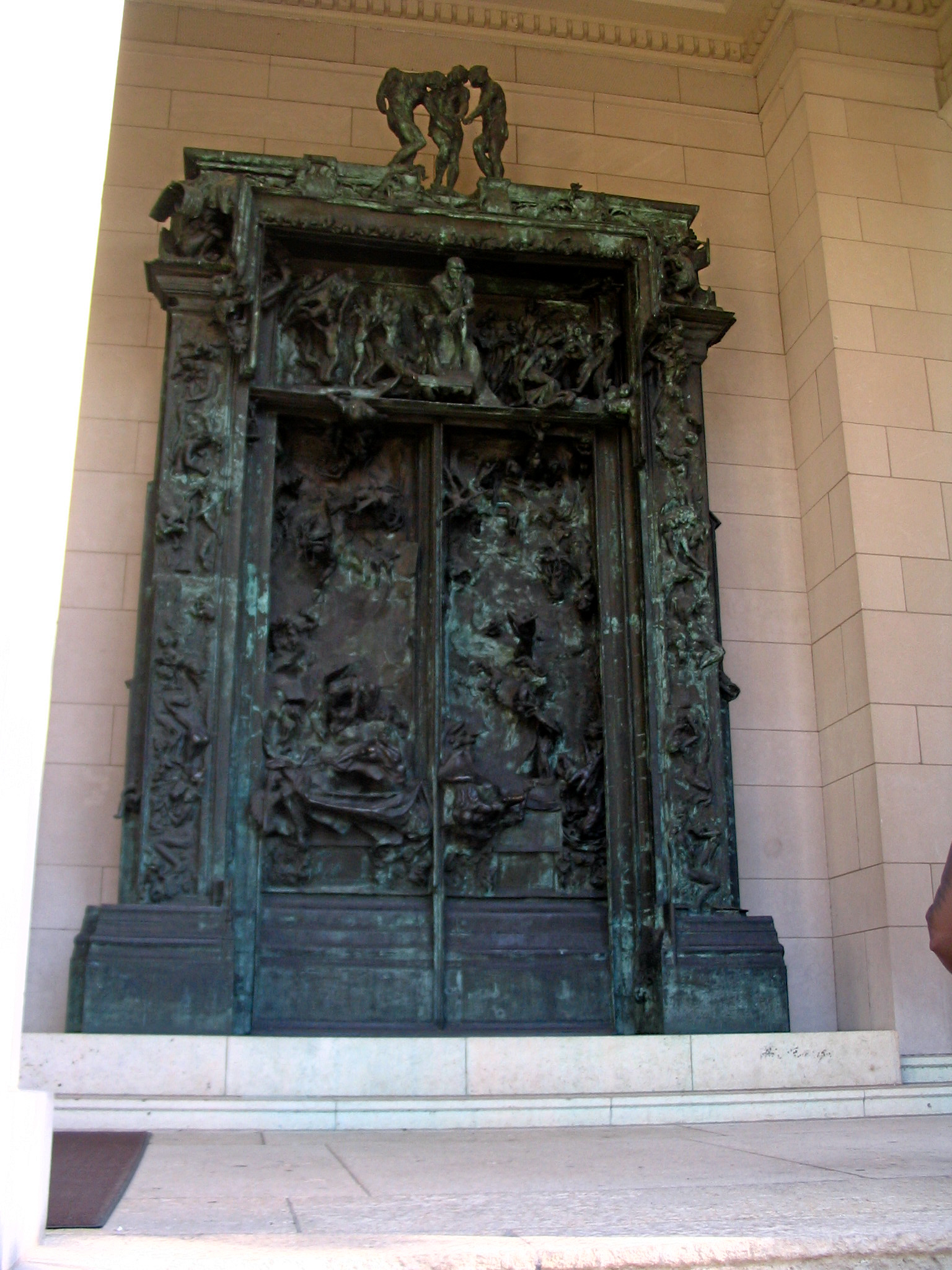
« Ворота пекла, Роден »
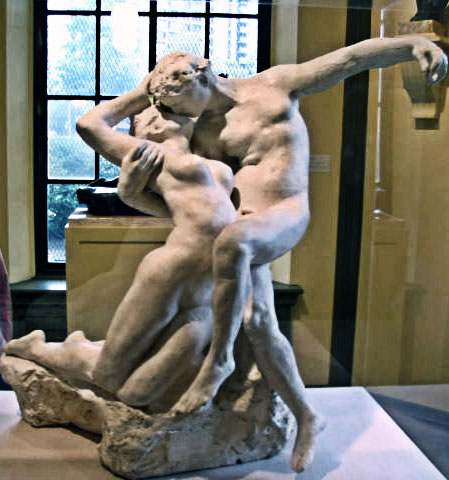
«Вічна весна»
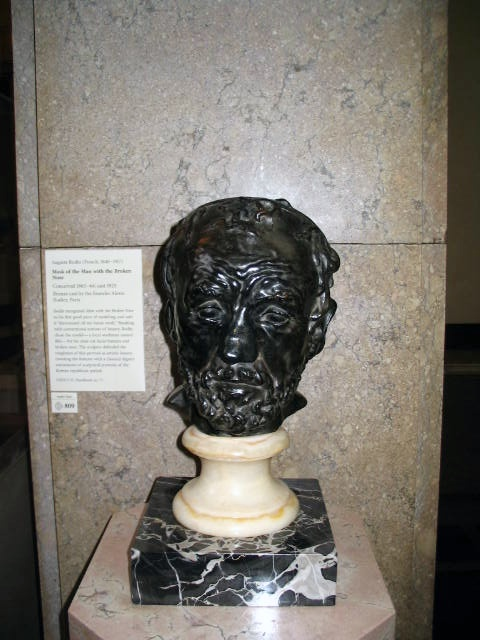
Людина зі зламаним носом
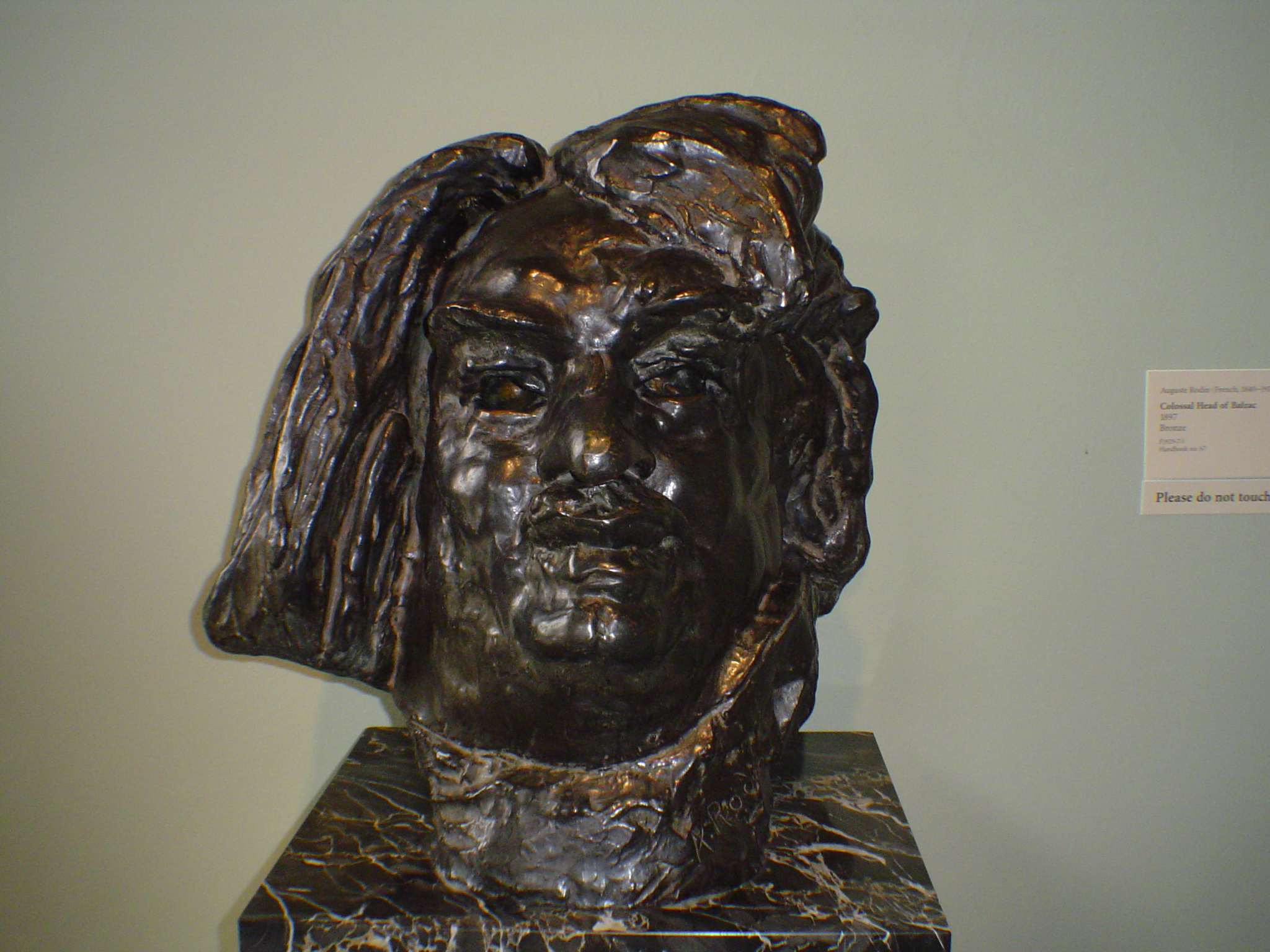
Гігантська голова Бальзака
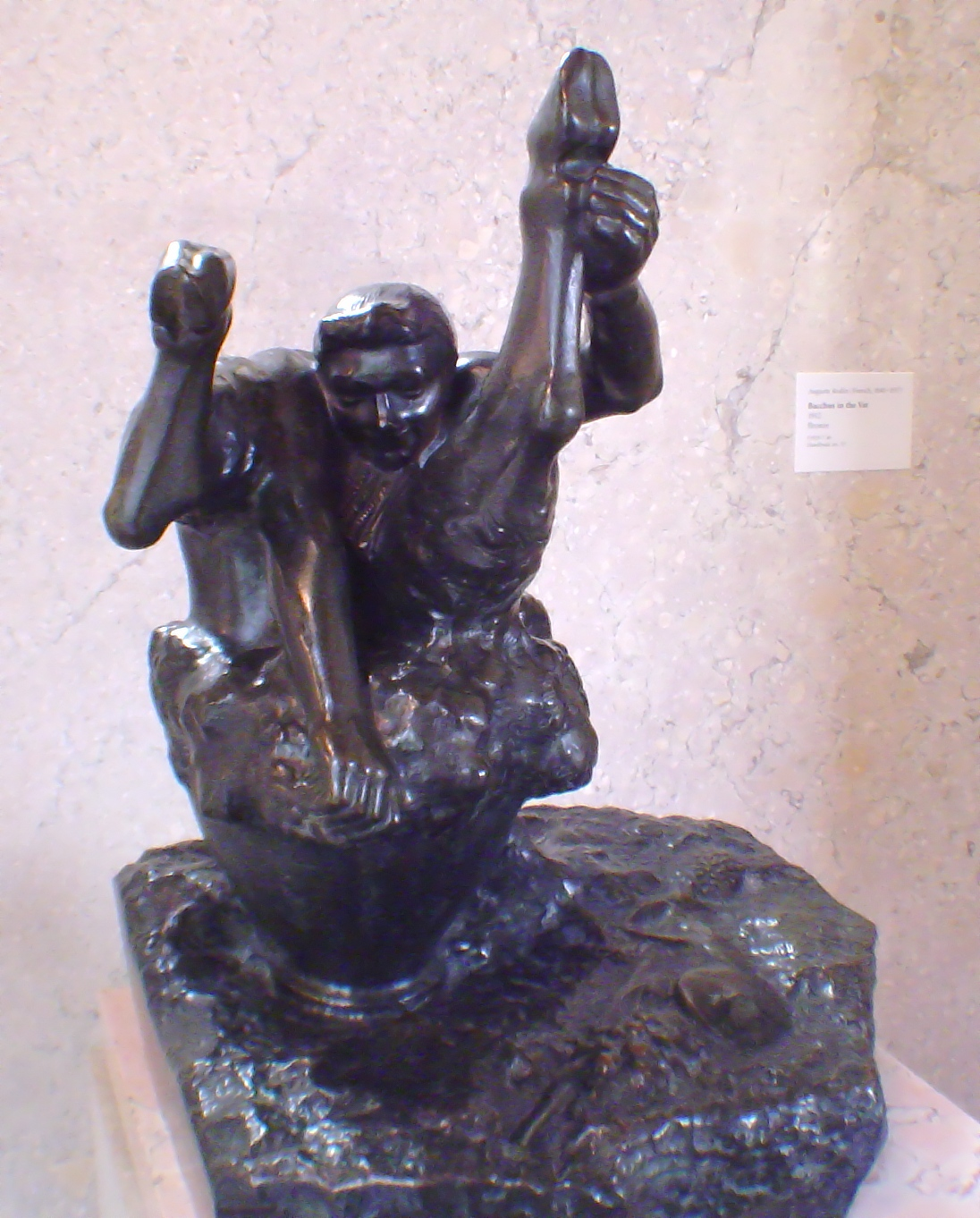
«Бахус в діжці»